# Università Ludwig Maximilian di Monaco
L'Università Ludwig Maximilian (in tedesco: Ludwig-Maximilians-Universität München, abbreviato in LMU) è un'università di Monaco. Fu fondata a Ingolstadt nel 1472, trasferita a Landshut nel 1800 e infine a Monaco nel 1826. Prende il nome dal suo fondatore, il duca Ludovico IX, e dal re bavarese Massimiliano I Giuseppe, che trasferì la sede a Landshut.
Nel semestre invernale 2022/23 erano iscritti più di 52.000 studenti. Più di 800 professori insegnano in 18 facoltà, che offrono un'ampia gamma di materie con 150 corsi di laurea, comprese alcune materie non altrimenti offerte negli Stati di lingua tedesca.
Gli edifici sono distribuiti in diverse località dell'area di Monaco. Le strutture centrali e la maggior parte degli istituti si trovano a nord del centro città, a Maxvorstadt.
16 premi Nobel hanno lavorato alla LMU in varie fasi della loro carriera scientifica. Dal 2005 la LMU è finanziata nell'ambito dell'Iniziativa e della Strategia di Eccellenza dei governi federali e statali tedeschi.

## Organizzazione
L'Università è un ente pubblico con diritto di autoamministrazione, oltreché un'istituzione statale. Essa è gestita da una direzione. È supportata dal Consiglio universitario come organo di controllo e dal Consiglio esecutivo allargato come organo consultivo. Altri organi centrali sono il senato accademico e i comitati centrali. Le questioni importanti all'interno delle singole facoltà sono decise dai consigli di facoltà.

### Area centrale

#### Gestione dell'università
La direzione dell'università (il Consiglio di Presidenza) è composta dal Presidente e dai cinque Vicepresidenti.[13][14] L'attuale Presidente dell'università è Bernd Huber. In qualità di presidente, rappresenta l'università all'esterno e attua le decisioni dei comitati centrali. È eletto dal Consiglio dell'Università e proposto al Ministro di Stato competente per la nomina. I vicepresidenti sono Oliver Jahraus per l'area degli studi, Francesca Biagini per l'area degli affari internazionali e della diversità, Sigmund Stintzing per l'area delle nomine, Hans van Ess per l'area della ricerca e Christoph Mülke per l'area dell'amministrazione economica e del personale. I cinque vicepresidenti sono eletti dal Consiglio dell'Università su raccomandazione del presidente.

#### Gestione universitaria in senso lato
Il Consiglio esecutivo allargato è composto dai sei membri del Consiglio di presidenza, dai 18 presidi delle singole facoltà, dalla rappresentante delle donne e da un rappresentante del personale accademico, del personale non accademico e degli studenti. Il Consiglio esecutivo allargato elabora il piano di sviluppo dell'università, decide sulle proposte di orientamento della ricerca, determina le priorità del bilancio e decide sulle proposte di suddivisione e accorpamento dell'università in facoltà.

#### Il senato accademico
Il Senato è composto da 16 membri, eletti in ragione di 10:2:2:2 da docenti universitari, personale accademico, personale non accademico e studenti. La rappresentante delle donne dell'Università e il suo vice sono membri votanti del Senato. Quest'ultimo è responsabile di importanti questioni relative alle operazioni accademiche. Infatti, decide su questioni relative alla ricerca, alla promozione dei giovani accademici e alle pari opportunità, sulle proposte di istituzione, modifica e cancellazione dei corsi di laurea e sui pareri relativi alle procedure di nomina. Decide anche sulla maggior parte della legislazione dell'università e ha quindi un enorme potere nel plasmarne la struttura.

#### Consiglio dell'Università
Il Consiglio dell'Università svolge la funzione di un consiglio di vigilanza ed è composto da dieci membri universitari del Senato e da dieci rappresentanti non universitari del mondo accademico, della cultura, dell'economia e della pratica professionale. Tra i membri del Consiglio dell'Università figurano Jean-Pierre Bourguignon, Ursula Münch, Karl Huber e Tanja Graf. I membri non universitari del Consiglio dell'Università sono nominati dal Ministro di Stato competente su raccomandazione della direzione dell'Università e con l'approvazione del Senato. Il Consiglio dell'Università elegge il presidente e i vicepresidenti dell'Università. Decide inoltre i regolamenti di base, l'istituzione, la modifica e la cancellazione dei corsi di laurea e la suddivisione delle facoltà.

#### Comitati centrali
I membri delle commissioni centrali sono nominati dal Senato in consultazione con il Consiglio esecutivo allargato dell'università. Forniscono consulenza al Consiglio di presidenza, al Consiglio esecutivo allargato e al Senato su questioni inerenti a più facoltà o, come la Commissione d'inchiesta, svolgono compiti speciali.
- il Comitato strategico fornisce consulenza all'università sullo sviluppo di una dichiarazione di missione, sui concetti strategici nell'ambito dell'Iniziativa per l'eccellenza, su questioni fondamentali di bilancio, costruzione e territorio, sulla preparazione del piano di sviluppo e sugli accordi sugli obiettivi con il Ministero dello Stato.[18]
- il Comitato per la ricerca si occupa dell'assicurazione della qualità della ricerca, del coordinamento delle priorità di ricerca a livello universitario, della promozione dei giovani accademici ed esamina le candidature nell'ambito dei programmi per la promozione dei giovani accademici.[19]
- il Comitato per l'insegnamento e gli studi si occupa dell'ulteriore sviluppo dei programmi di studio e della garanzia di qualità dell'insegnamento. Determina la struttura di base delle relazioni sull'insegnamento che devono essere preparate dai decani degli studi e, su questa base, elabora proposte per migliorare l'insegnamento e gli studi.[20]
- il Comitato investigativo indaga sulle accuse di cattiva condotta scientifica ed elabora raccomandazioni al Consiglio esecutivo per ulteriori azioni se l'esame preliminare del Commissario per l'autoregolamentazione scientifica ha rivelato sufficienti sospetti.[21]

#### Strutture centrali (non scientifiche)
Alla divisione centrale sono assegnate esclusivamente le istituzioni interdisciplinari che hanno responsabilità per l'intero ateneo.
- come struttura centrale per i servizi analogici e digitali, la Biblioteca universitaria è aperta a tutti i membri della LMU. Gestisce la Biblioteca centrale e 14 biblioteche specializzate in cui sono raggruppate materie affini.[22]
- l'Archivio universitario è responsabile dell'archiviazione dei documenti di tutte le istituzioni dell'Università. Oltre all'archiviazione professionale, comprende anche l'utilizzo per scopi amministrativi e scientifici. È anche il punto di contatto per la storia dell'università.[23]
- il Centro di studi avanzati è stato fondato nell'ambito dell'Iniziativa di eccellenza ed è un forum per lo scambio accademico, la ricerca cooperativa e la comunicazione interdisciplinare all'interno dell'università, nonché per l'integrazione di accademici in visita.[24]
- il Centro di studi per anziani è responsabile degli studi per anziani alla LMU e dell'offerta e dell'organizzazione di una corrispondente gamma di corsi, che dovrebbe essere composta da corsi propri e da quelli offerti dalle facoltà.[25]

#### Consigli
I rappresentanti dei gruppi di membri dell'università che partecipano alle elezioni universitarie sono organizzati in convegni. Poiché il gruppo dei docenti universitari ha la maggioranza nei comitati universitari per legge, esso non forma una propria rappresentanza
- il Consiglio del personale accademico è composta dai rappresentanti del personale accademico nei comitati dell'università e delle facoltà. Rappresenta gli interessi del personale accademico a tempo determinato e indeterminato, nonché dei dottorandi e degli abilitati assunti come personale accademico;[27]
- il Consiglio degli altri dipendenti è composta dai rappresentanti del personale non accademico nei comitati dell'università e delle facoltà. In particolare, rappresenta il personale dell'Amministrazione centrale dell'Università e della Biblioteca universitaria, nonché il personale amministrativo e tecnico delle facoltà;[28]
- il Consiglio dei rappresentanti degli studenti rappresenta gli interessi degli studenti ed è composta dai loro rappresentanti specializzati a livello di singole materie. È l'organo decisionale dei rappresentanti degli studenti ed elegge la direzione, i dipartimenti e altri organi consultivi.[29]

I consigli studenteschi hanno il diritto di nominare i rappresentanti del proprio gruppo nel Consiglio esecutivo allargato e nei comitati centrali dell'Università. Il Consiglio di rappresentanza degli studenti elegge anche i rappresentanti degli studenti al Senato universitario.

### Facoltà
L'Università di Monaco è suddivisa in 18 facoltà. La numerazione e la mancanza delle facoltà 06 e 14 riflettono la storia dell'LMU. Le precedenti facoltà di teologia, giurisprudenza, medicina, filosofia, scienze naturali ed economia pubblica si sono sviluppate in un ampio canone di materie. La Facoltà di Scienze Forestali (06) è stata incorporata nell'Università Tecnica di Monaco nel 1999 e la Facoltà di Filosofia per la Linguistica e la Letteratura II (14) è stata fusa con la Facoltà di Filosofia per la Linguistica e la Letteratura I (13). Se più materie sono raggruppate in una facoltà o se non è previsto un consiglio di facoltà, i dipartimenti sono formati come istituzioni accademiche.

#### Preside di facoltà
I presidi sono gli organi esecutivi delle facoltà. Attuano le delibere del consiglio di facoltà, danno impulso alla pianificazione dello sviluppo della facoltà e sono coinvolti nelle questioni fondamentali delle istituzioni accademiche. I presidi sono eletti dai consigli di facoltà in accordo con la direzione dell'università tra i docenti universitari. I presidi sono rappresentati da uno o più vicepresidi. Inoltre, vengono eletti i presidi degli studi per le questioni relative ai programmi di studio e, facoltativamente, i presidi della ricerca per le questioni relative a quest'ultima.

#### Consiglio di Facoltà
Alcune facoltà sono gestite da un consiglio di facoltà, composto dal preside, da tre vicepresidi, dal decano degli studi e dalla rappresentante delle donne della facoltà. I compiti del decano sono quindi svolti dal consiglio di facoltà. Se in una facoltà manca un dipartimento, la maggior parte delle responsabilità dei dipartimenti ricadono sul preside (decano). Con la formazione dei consigli di facoltà, questi compiti vengono distribuiti tra più persone. Le seguenti facoltà hanno consigli di facoltà e nessun dipartimento:
- 04 Facoltà di Amministrazione aziendale;
- 10 Facoltà di Filosofia, Filosofia della scienza e Scienze religiose;
- 17 Facoltà di Fisica.

## Storia

### Introduzione
Porta il nome del fondatore, il duca Ludovico IX, come anche quello del principe elettore Massimiliano IV. Fu fondata inizialmente a Ingolstadt, poi trasferita a Landshut per poi essere portata a Monaco di Baviera dal re Ludovico I.  Con i suoi circa 44.000 studenti, è la seconda più grande università della Germania e una delle più importanti assieme alla Technische Universität München.

### 1472-1800
L'università fu fondata a Ingolstadt nel 1472 con autorizzazione papale dal duca Ludovico IX di Baviera-Landshut come prima università del Ducato di Baviera. Iniziò con quattro facoltà: filosofia, medicina, giurisprudenza e teologia. Il primo rettore dell'università fu Christoph Mendel von Steinfels, che in seguito divenne vescovo della diocesi di Chiemsee.
Durante il periodo dell'Umanesimo tedesco, insegnarono all'università nomi noti come Conrad Celtis e Peter Apian. Anche il teologo e oppositore della Riforma Johannes Eck insegnò all'università. Dal 1549 al 1773, l'ateneo fu influenzato dall'Ordine dei Gesuiti (tra gli altri, Pietro Canisio fu rettore e professore di teologia) e fu uno dei centri della Controriforma.
Alla fine del XVIII secolo, l'università fu influenzata dall'Illuminismo. Nella Facoltà di Filosofia e in quella di Medicina furono enfatizzate le discipline scientifiche. La teologia pastorale fu messa maggiormente in risalto fra le discipline teologiche e la Facoltà di Giurisprudenza ricevette un curriculum più moderno. Nel 1799 fu fondato l'Istituto di Scienze Camerali, che costituì la pietra miliare della successiva Facoltà di Economia.

### 1800-1826
A causa della minaccia rappresentata per Ingolstadt dall'esercito d'invasione francese, l'allora elettore e poi re Massimiliano I Giuseppe trasferì l'università a Landshut nel 1800. Il trasferimento fu anche un tentativo di modernizzare l'università, che proveniva dai Gesuiti e quindi era di stampo conservatore. Dal 1802, l'università si chiama Ludwig-Maximilians-Universität, dal nome di Massimiliano I Giuseppe e del suo fondatore Ludovico IX.
A Landshut, l'università si trasformò da istituzione accademica privilegiata a università statale. Il ministro Maximilian von Montgelas stabilì nuove priorità nella politica scientifica e dell'istruzione con i suoi concetti di riforma. Nel 1825/26 il numero di studenti era di poco inferiore a 1.000.

### 1826-1933
Pochi anni dopo il trasferimento da Ingolstadt a Landshut, nel 1826 il re Ludovico I portò l'università nella capitale Monaco di Baviera. Inizialmente fu ospitata nell'ex collegio gesuita Wilhelminum in Neuhauser Straße, primaché l'edificio principale progettato da Friedrich von Gärtner e tuttora utilizzato come tale fosse completato nel 1840. Il fatto che ciò avvenisse nella Ludwigstraße, strada in parte elegante con i suoi palazzi aristocratici, fu ovviamente una buona scelta, come dimostra l'ulteriore sviluppo di Schwabing.
Nella seconda metà del XIX secolo, l'università era caratterizzata da studiosi di alto livello. I seminari e gli istituti vennero continuamente ampliati. Massimiliano II prese in considerazione l'idea di costruire un nuovo edificio e quindi di trasferire l'università nelle vicinanze di Karlsplatz (oggi l'area del Palazzo di Giustizia). Tuttavia, i piani non furono portati avanti dopo la morte del re.
Nel 1897 e nel 1898, l'edificio universitario fu ampliato lungo Adalbertstraße. Tra il 1906 e il 1909, l'ampliamento verso Amalienstraße fu realizzato secondo i piani del tedesco Bestelmeyer. Durante questa fase di ampliamento, furono costruiti la coorte e l'aula magna.
Dopo il Baden, la Baviera fu il secondo Stato del Reich tedesco a permettere alle donne di iscriversi all'università dal 1903. Se nel semestre invernale del 1905/06 solo l'1% delle donne studiava alla LMU, nel semestre invernale del 1918/19 la percentuale era salita al 14%. Il numero di studenti nel 1918/19 era di circa 8.600. Adele Hartmann fu la prima donna in Germania a essere abilitata all'insegnamento universitario all'Università di Monaco nel 1918.
Dopo la Prima guerra mondiale, altre personalità hanno lasciato il loro segno nell'università. I Premi Nobel Wilhelm Conrad Röntgen e Wilhelm Wien, nonché Adolf von Baeyer e Richard Willstätter insegnarono all'università. Arnold Sommerfeld e Ferdinand Sauerbruch furono altri nomi noti che insegnarono in questo luogo e anche Werner Heisenberg, che in seguito vinse il Premio Nobel, ricevette qui il suo dottorato.
Le lezioni di teatro e letteratura di Artur Kutscher furono seguite nel 1929, tra gli altri, da Hans-Joachim Theil, che dal 1959 divenne uno dei co-fondatori dell'attuale Festival Störtebeker sull'isola di Rügen e un "uomo di teatro con cuore e anima".

### 1933-1945

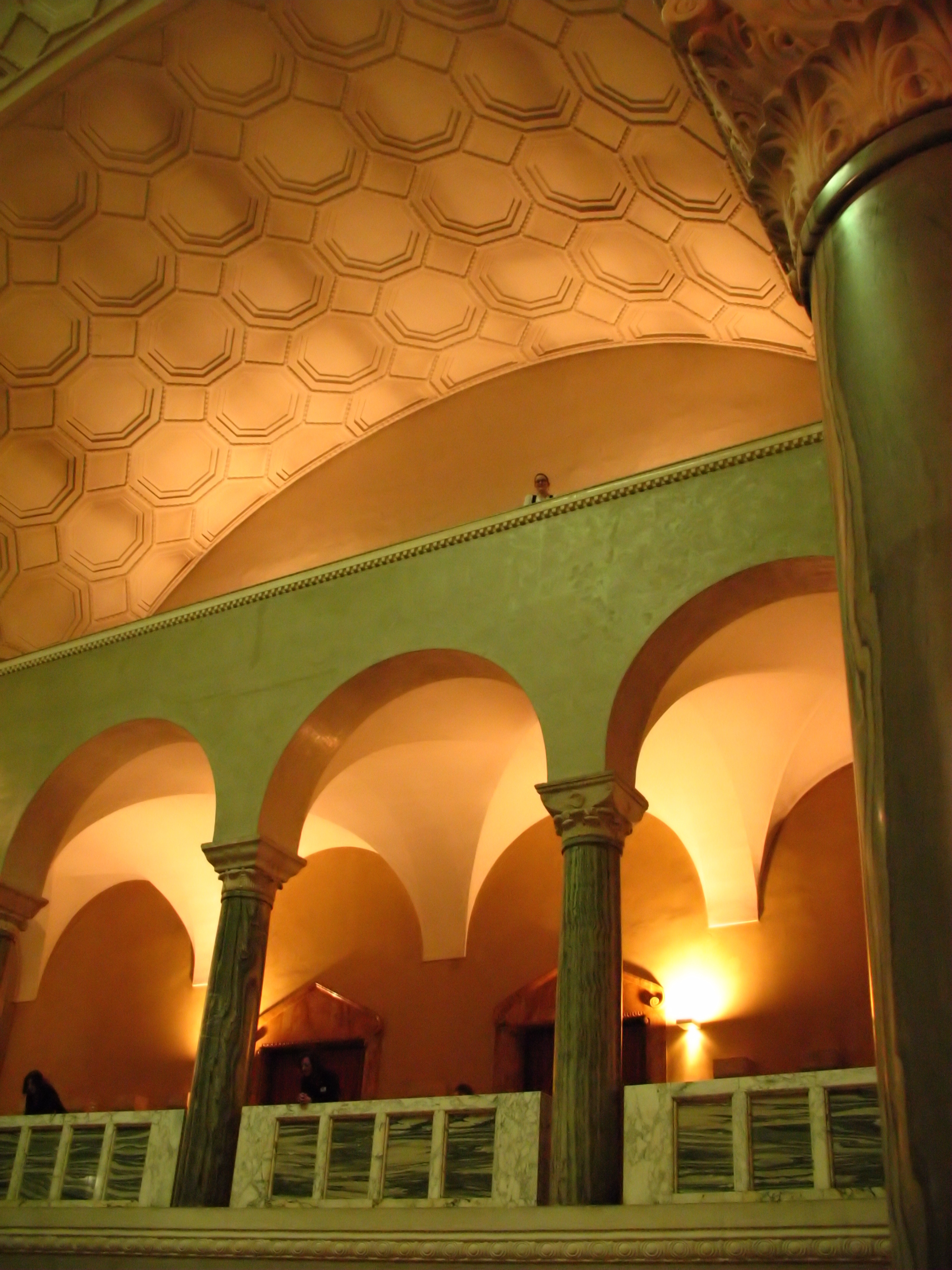
La coorte centrale

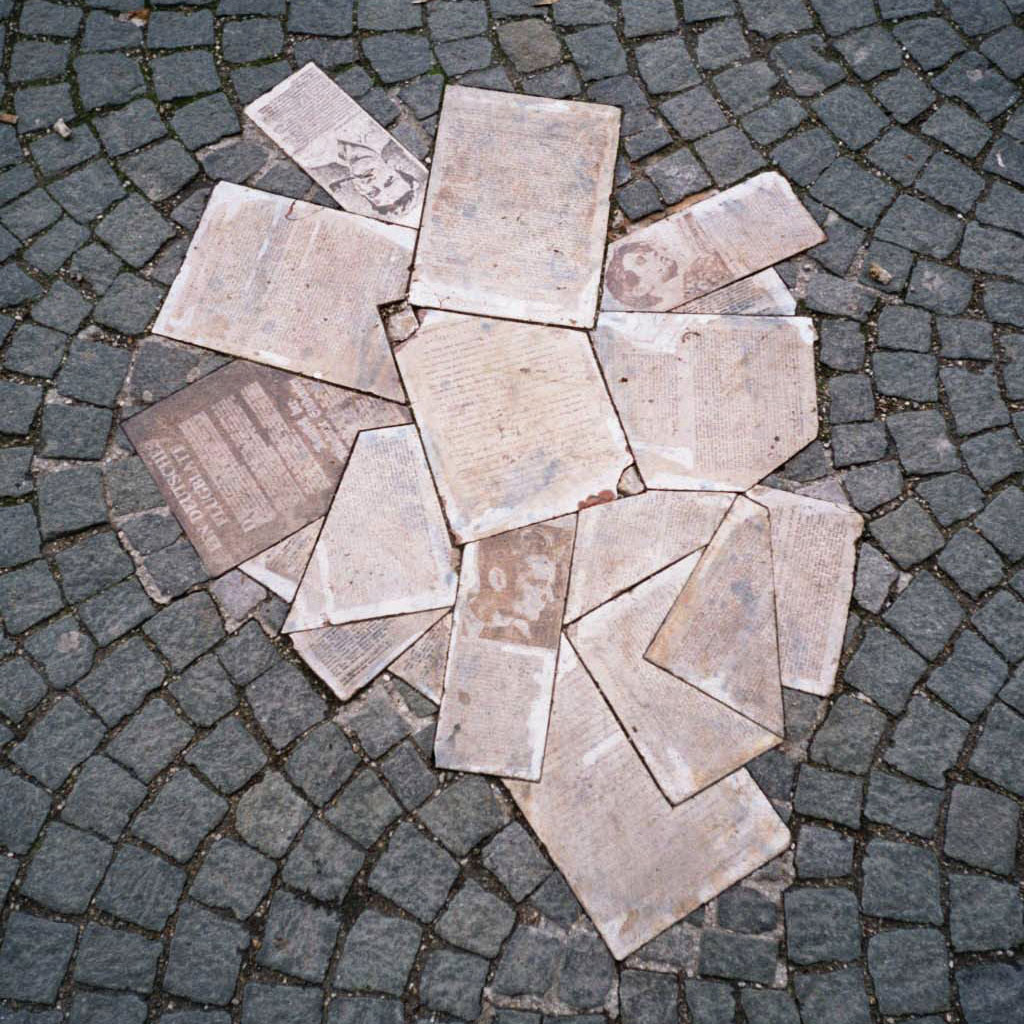
Monumento alla Rosa Bianca davanti all'edificio principale

Durante l'era nazionalsocialista, 61 docenti furono licenziati, la maggior parte per motivi antisemiti. Si trattava del 15% del corpo docente. I docenti furono anche ostacolati nella loro carriera accademica. Nel Dipartimento di Fisica, i nazionalsocialisti imposero la nomina di Wilhelm Müller, un rappresentante della cosiddetta Fisica tedesca, come successore di Arnold Sommerfeld, una nomina palesemente inappropriata. Nel maggio 1933, il corpo studentesco tedesco, controllato dai nazionalsocialisti, iniziò e organizzò il rogo dei libri sulla Königsplatz.
Dal 1933 al 1936 fu rettore Karl Escherich; dal 1936 al 1938 Leopold Kölbl; dal 1938 al 1941 Philipp Broemser; infine, dal 1941 al 1945 Walther Wüst.
Durante la Seconda guerra mondiale, il gruppo di resistenza della Rosa Bianca si formò all'Università di Monaco intorno ai fratelli Sophie e Hans Scholl. Furono scoperti nella coorte dell'università mentre distribuivano volantini anti-regime dal fabbro Jakob Schmid e successivamente consegnati alla Gestapo. Dal 1997, un memoriale tra la coorte di ingresso e l'aula magna ricorda il gruppo di resistenza.

### 1945-1994
Quando le truppe americane entrarono a Monaco il 30 aprile 1945, circa l'80% della LMU era in rovina e circa un terzo di tutti i libri della biblioteca universitaria erano andati perduti o distrutti. Nel primo decennio del dopoguerra, gli edifici distrutti durante la guerra vennero ricostruiti. Secondo un'indagine statistica del gennaio 1947, 581 degli ebrei sopravvissuti all'Olocausto erano sfollati che frequentavano le università nella zona di occupazione americana. Circa il 65% di questi studenti era iscritto all'Università di Monaco.
Alla ricostruzione seguì una fase di espansione non sempre priva di tensioni. Come in altre università tedesche, anche alla LMU ci furono aspre proteste studentesche legate al Movimento del '68.
Nel 1967 fu istituita una facoltà teologica protestante e nel 1972 la Scuola Superiore di Educazione di Pasing fu integrata nella Facoltà di Educazione dell'università. Inoltre, dalla metà degli anni '70 furono costruiti nuovi edifici per la medicina a Großhadern, per la veterinaria a Oberschleißheim e per la fisica a Garching. Il nuovo centro clinico di Großhadern fu completato nel 1977.

### 1994-oggi
Dal 1994, il sito di Großhadern è stato costantemente ampliato e trasformato nell'HighTechCampus Martinsried-Großhadern. Il Centro genetico si trova in tale località, così come anche l'intera Facoltà di Chimica e Farmacia a partire dal 1999. Dal 2007 anche l'intero dipartimento di biologia si trova a Martinsried-Großhadern.
Nel 2006 e nel 2007, la LMU è stata selezionata per le sue strategie istituzionali nell'ambito dell'Iniziativa per l'eccellenza. Nel 2011, l'università disponeva di 180 milioni di euro per la creazione di una scuola di specializzazione e di tre centri di eccellenza.
Durante lo sciopero dell'istruzione del 2009, anche il rettorato della LMU è stato occupato e liberato solo dopo alcune settimane.
Il 12 luglio 2010 è stato inaugurato da Horst Seehofer il nuovo spazio dedicato agli studi teologici, all'interno dell'ala Adalbert dell'edificio principale.
Nell'ambito del programma di doppia laurea sono stati realizzati ampi lavori di costruzione. La torre dell'edificio del vestibolo (ex biblioteca) è stata adibita ad uso didattico con aule e sale per seminari. Anche l'edificio di Oettingenstraße (ex Radio Free Europe) è stato ristrutturato ed è stato creato un ampliamento dell'aula didattica.

## Allievi Noti
- Josef Mengele Conseguì la laurea in antropologia fisica nel 1935.
- Papa Benedetto XVI  Studiò Filosofia e Teologia fino al 1950.
- Thomas Mann Scrittore Tedesco e Premio Nobel per la Letteratura nel 1929 ma non si laurea.
- Werner Heisenberg fisico Tedesco e premio Nobel per la Fisica nel 1932.

## Sedi
L'Università di Monaco non è un campus universitario. I suoi edifici sono distribuiti in diverse località dell'area metropolitana di Monaco e le sue residenze studentesche sono presenti in tutta la città.

### Monaco

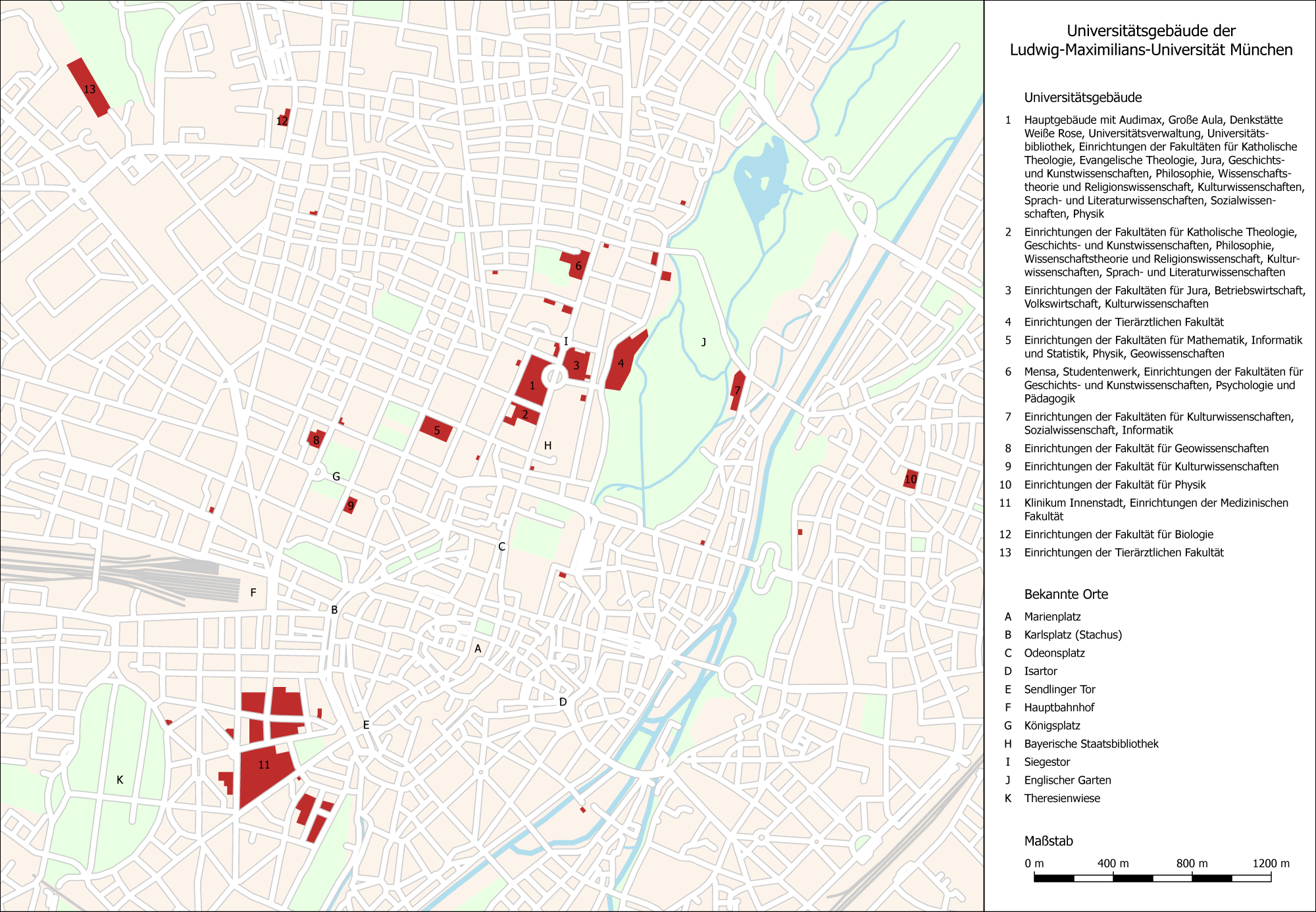
Edificio universitario a Monaco di Baviera

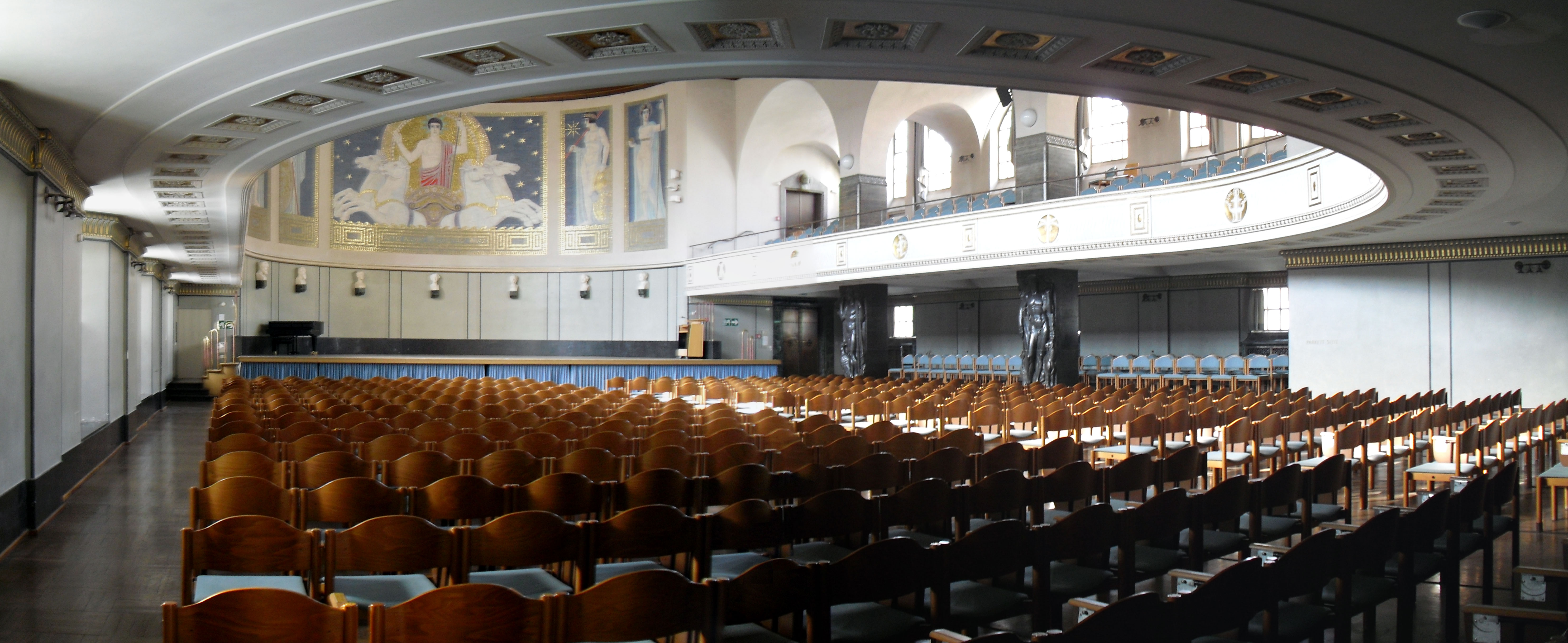
Grande sala delle assemblee nell'edificio principale

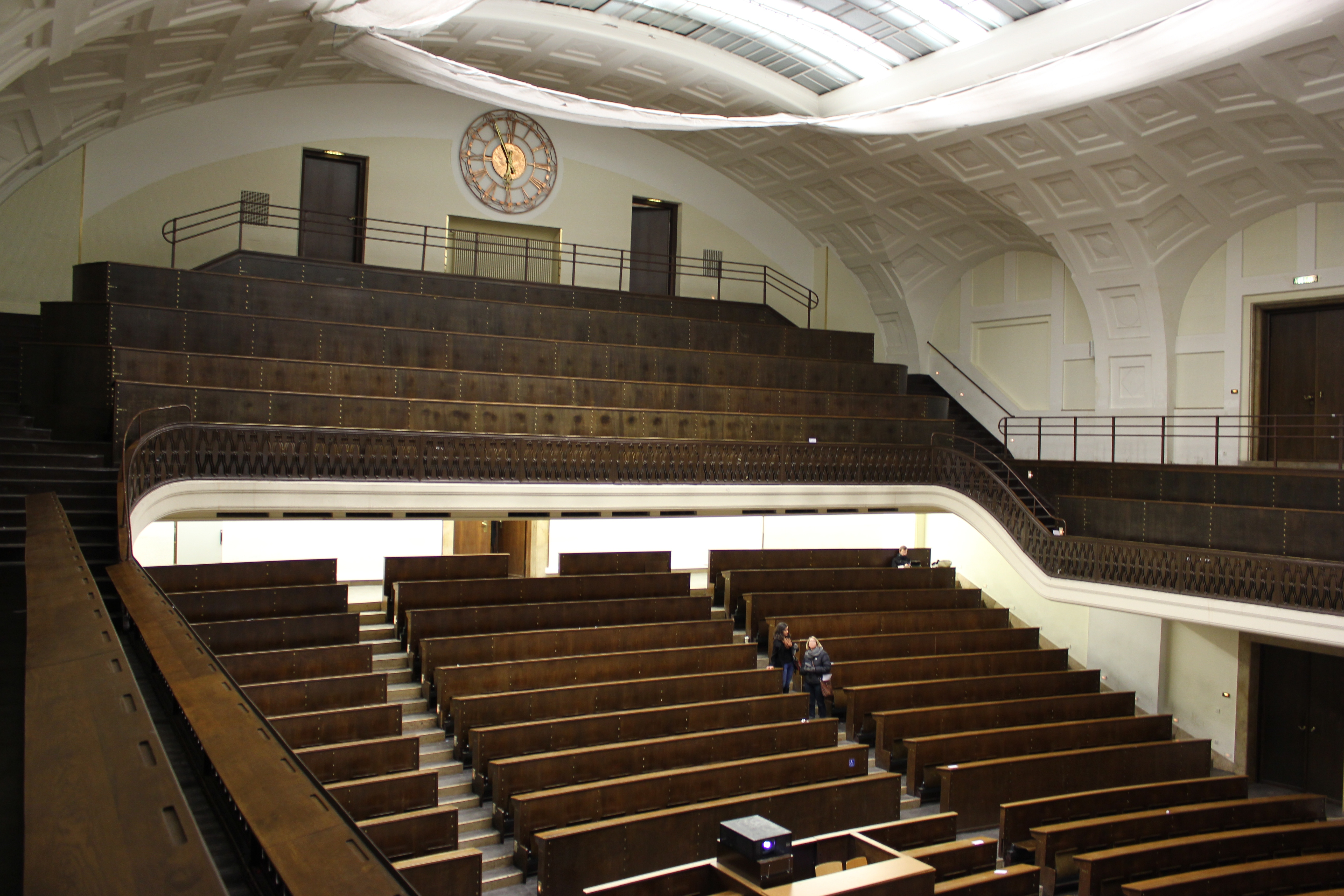
Audimax im Hauptgebäude

L'edificio principale dell'università si trova a nord del centro città, sulla Ludwigstraße. Nelle immediate vicinanze si trovano il Georgianum, la Ludwigskirche, il Siegestor e la Biblioteca di Stato Bavarese. Oltre a diverse aule e sale per seminari, l'edificio principale ospita anche l'Aula magna, il Memoriale della Rosa Bianca e parti dell'amministrazione universitaria. La biblioteca universitaria centrale e la stazione della metropolitana universitaria si trovano nelle immediate vicinanze.
Numerose strutture e istituti delle Facoltà di Teologia Cattolica, Teologia Protestante, Giurisprudenza, Economia Aziendale, Storia e Arti, Filosofia, Filosofia della Scienza, Studi Religiosi, Studi Culturali, Linguistica e Letteratura, Scienze Sociali, Statistica e Fisica si trovano nell'edificio principale e nelle immediate vicinanze. Inoltre, diverse cliniche veterinarie e istituti della Facoltà di Medicina Veterinaria si trovano a breve distanza dall'edificio principale, sul lato ovest del Giardino inglese.
A poche centinaia di metri a nord dell'edificio principale si trovano la mensa, l'unione degli studenti e le strutture della Facoltà di Psicologia e Pedagogia e gli Istituti di Educazione Artistica e di Educazione Musicale della Facoltà di Storia e Arte.
A poche centinaia di metri a sud-ovest dell'edificio principale, accanto alla Pinakothek der Moderne e al Museum Brandhorst, si trova l'Istituto di Matematica. In questo luogo si trovano anche i Dipartimenti di Fisica teorica e Meteorologia della Facoltà di Fisica e i dipartimenti di Mineralogia, Cristallografia e Geofisica della Facoltà di Scienze della Terra.
Gran parte dell'Istituto di Informatica è ospitato nell'edificio dell'istituto sul lato est dell'Englischer Garten. Inoltre, la Facoltà di Scienze Sociali mantiene l'Istituto Geschwister-Scholl per le Scienze Politiche in questo edificio. Anche il Japan Centre e altre istituzioni minori si trovano in questo sito.
Il campus del centro della LMU Klinikum si trova a sud-ovest del centro città, tra Sendlinger Tor e Theresienwiese. È composto da diverse cliniche individuali. Queste comprendono la clinica medica, la clinica chirurgica, la clinica psichiatrica, la clinica oculistica, la clinica odontoiatrica, la clinica pediatrica (Ospedale pediatrico Dr. von Hauner), la clinica femminile e la clinica dermatologica. Oltre alle singole cliniche, numerosi istituti e strutture della Facoltà di Medicina sono ospitati all'interno dell'ospedale.
Altri edifici universitari si trovano nei pressi di Königsplatz. Vi si trovano la Facoltà di Geoscienze e gli Istituti di Egittologia e Archeologia classica. A Bogenhausen si trovano l'osservatorio universitario e le strutture di astronomia e astrofisica della Facoltà di Fisica. A sud del Parco Olimpico, si trovano le strutture per l'insegnamento della biologia e gli istituti della Facoltà di Medicina Veterinaria. Il Freimann ospita anche gli archivi dell'università. Altre strutture universitarie più piccole si trovano nel giardino botanico e in tutta Monaco.

### Martinsried-Großhadern
Il campus high-tech Martinsried-Großhadern si trova nella periferia sud-occidentale di Monaco. È sede di istituti e strutture della Facoltà di Medicina e del campus Großhadern dell'Ospedale LMU. Anche la Facoltà di Biologia dispone di numerosi istituti e del Biocentro di Martinsried. Nel campus si trovano anche il Centro genetico e le strutture della Facoltà di Chimica e Farmacia.
Per collegare meglio il campus di Martinsried alla rete dei trasporti pubblici, la linea metropolitana U6 sarà prolungata di una fermata fino a Martinsried. A lungo termine, si prevede di riunire tutte le scienze naturali e le materie mediche nel campus high-tech di Martinsried-Großhadern.
Parte di Martinsried-Großhadern è il Centro genetico di Monaco, una struttura di ricerca interdisciplinare e interdipartimentale. Il Centro genetico è stato costruito nel 1994. La ricerca si concentra sulla biologia strutturale e molecolare, sulla biologia del genoma e dei sistemi, sulla biologia dell'immunità innata e delle infezioni e sulla medicina traslazionale. Molti ricercatori sono stati premiati con borse di studio ERC e con il Premio Gottfried Wilhelm Leibniz.

### Oberschleißheim
Oberschleißheim è sede di istituti e cliniche della Facoltà di Medicina veterinaria. A lungo termine, si prevede di ampliare ulteriormente il sito di Oberschleißheim e di riunirvi tutte le strutture cliniche veterinarie.

### Garching
Il campus dell'Università Tecnica di Monaco a Garching ospita diverse cattedre di fisica sperimentale (fisica dei laser, fisica medica, fisica delle particelle elementari), nonché una stazione di misurazione dell'Istituto meteorologico della LMU. La LMU è coinvolta nella Munich Quantum Valley.

## Insegnamento e studio

### Argomenti di studio
La Ludwig-Maximilians-Universität offre un'ampia gamma di materie con circa 150 corsi di laurea.
Insieme a Media Informatics e all'Istituto di Scienze della Comunicazione, è membro del MedienCampus Bayern, l'organizzazione ombrello per l'istruzione e la formazione sui media in Baviera.

### Numero degli studenti
Nel 1825/26, il numero di studenti dell'università era di poco inferiore alle 1.000 unità.  Nei decenni successivi, il numero di studenti iscritti aumentò costantemente. Anche l'ammissione delle donne agli studi universitari nel 1903 favorì l'aumento del numero di studenti. Nel semestre invernale del 1905/06 erano iscritti 5147 studenti (di cui 53 donne) e nel semestre invernale del 1918/19 erano iscritti 8625 studenti (di cui 1.191 donne). Durante l'era nazionalsocialista, il numero di studenti iscritti diminuì nuovamente. Nel 1935/36 erano iscritti all'università 5.480 studenti (di cui 1016 donne) e nel semestre estivo del 1940 solo 2991 studenti (di cui 914 donne) Dopo la Seconda guerra mondiale, il numero di studenti è aumentato di nuovo. Nel semestre invernale del 1949/50, il numero di studenti era di 10469 (di cui 2198 donne) e nel 1959/60 era di 18225 (di cui 4.930 donne). Mezzo secolo dopo, il numero di studenti iscritti nel semestre invernale del 2009/10 era di 45.649 (di cui 28.545 donne).
Nel semestre invernale 2019/20, alla Ludwig-Maximilians-Universität erano iscritti 52.425 studenti, di cui 31.748 (60,5%) erano donne e 9.341 (17,8%) erano studenti internazionali. Il numero di studenti del primo anno che hanno iniziato il loro primo semestre universitario nel semestre invernale 2019/20 è stato di 8839. Ciò la rende la seconda università in Germania per numero di iscritti dopo l'Università telematica di Hagen e la più grande università per numero di studenti in presenza.

### Tasse universitarie
Nel semestre estivo del 2006, il Senato dell'Università ha deciso di riscuotere le tasse universitarie in più fasi. Nel semestre estivo 2007 e nel semestre invernale 2007/08 le tasse erano in due rate da 300 euro. Dal semestre estivo 2008, la tassa di iscrizione è di 500 euro a semestre. Oltre alle tasse universitarie, fino al semestre invernale 2008/09 l'Unione degli Studenti di Monaco di Baviera pagava una tassa amministrativa di 50 euro e una tassa di base di 42 euro. La tassa amministrativa è stata abolita dal governo statale bavarese nel semestre estivo del 2009. Ciò significava che si dovevano pagare 542 euro in totale per semestre.
Con l'abolizione delle tasse universitarie in Baviera, a partire dal semestre invernale 2013/14 non ci furono più tasse universitarie, ma solo la quota sindacale di 75 euro e 69,40 euro come contributo di base per la tariffa semestrale.

### Rappresentanza studentesca
Nell'università, come in altre università bavaresi, non esiste un organo studentesco giuridicamente indipendente, ma “solo” una rappresentanza studentesca che esiste come parte dell'organizzazione universitaria. Tuttavia, dopo la modifica della legge bavarese sull'istruzione superiore nel 2006, l'università, in accordo con la rappresentanza studentesca, si è avvalsa della possibilità di richiedere al Ministero dello Stato una deroga alle norme sull'organizzazione delle rappresentanze studentesche, al fine di consentire alla rappresentanza studentesca di istituire un modello di consiglio studentesco. Dall'entrata in vigore della nuova organizzazione dell'università nel 2007, la rappresentanza studentesca si è articolata nella Convenzione dei Consigli degli Studenti, composta dai rappresentanti dei consigli degli studenti delle singole discipline di studio. Questa determina gli organi esecutivi della rappresentanza studentesca e i rappresentanti degli studenti nelle commissioni universitarie.

### Tariffa semestrale
Dal semestre invernale 2013/14, anche alla LMU esiste una tariffa semestrale. Ogni studente paga un importo di base o una tassa di solidarietà di 69,40 euro (a partire dal 2021) al momento dell'iscrizione. Con la carta dello studente si può viaggiare gratuitamente su tutta la rete MVV dal lunedì al venerdì tra le 18.00 e le 6.00 del giorno successivo, nonché il sabato, la domenica, i giorni festivi e il 24 e 31 dicembre. Inoltre, la IsarCard Semestrale può essere acquistata per 201,60 euro presso qualsiasi distributore automatico di biglietti. Insieme alla carta d'identità dello studente, questa permette di viaggiare su tutta la rete MVV 24 ore su 24 per tutto il semestre. Tuttavia, è diventata obsoleta dopo l'introduzione del Deutschlandticket, che è disponibile per gli studenti in Baviera al prezzo di 29 euro.

### Organizzazioni studentesche
In particolare, nel 2016, la Convenzione dei rappresentanti degli studenti ha revocato i diritti e i benefici di tutti i gruppi universitari abolendo il loro status di accreditamento. La LMU ha così compiuto un ulteriore passo verso la depoliticizzazione.

### Fraternità studentesche
Alla LMU ci sono oltre 60 confraternite studentesche, di cui 6 sono confraternite miste e 2 femminili.

## Ricerca
La LMU conduce ricerche in diversi contesti organizzativi, suddivisi tra istituti centralizzati e interdisciplinari/interfacoltà.

### Istituti centralizzati
Lo status di istituzione scientifica centrale sottolinea l'importanza della rispettiva istituzione in termini di politica scientifica.
- Bayerische Geschichte, Institut;
- Lehrerbildung, Münchener Zentrum;
- Molekularbiologie, Laboratorium – Genzentrum.

### Istituti interdisciplinari trasversali
Le istituzioni interfacoltà sono di natura interdisciplinare o costituiscono una disciplina non rappresentata nelle facoltà.

### Partenariati scientifici
La Ludwig-Maximilians-Universität München è coinvolta nelle seguenti istituzioni insieme ad altre università:
- Advanced Laser Applications, Centre;
- Digital Technology and Management, Center;
- Editionswissenschaften, Münchener Zentrum;
- Geozentum, Münchner;
- Historische Sprachwissenschaften, Zentrum;
- Integrated Protein Science, Center;
- Metaphysik und Religionsphilosophie, Interuniversitärer Forschungsverbund München/Tübingen;
- Wissenschafts- und Technikgeschichte, Münchner Zentrum.

### Cooperazioni
La Ludwig-Maximilians-Universität collabora con diversi istituti e strutture di ricerca indipendenti. Alcuni di questi istituti sono elencati di seguito:
- Istituto Archeologico Tedesco (Deutsches Archäologisches Institut);
- Centro tedesco per le malattie neurodegenerative (Deutsches Zentrum für Neurodegenerative Erkrankungen, DZNE);
- Società Fraunhofer (Fraunhofer-Gesellschaft);
- Centro Helmholtz di Monaco (Helmholtz Zentrum München);
- Istituto di ricerca economica ifo (ifo Institut für Wirtschaftsforschung);
- Istituto di storia contemporanea (Institut für Zeitgeschichte, IfZ);
- Società Max Planck (Max-Planck-Gesellschaft, MPG);
- Monumenta Germaniae Historica (MGH);
- Istituto centrale di storia dell'arte (Zentralinstitut für Kunstgeschichte, ZI).

### Promozione dell'eccellenza
Nell'ambito dell'Iniziativa di Eccellenza degli anni 2006 e 2007, la Ludwig-Maximilians-Universität è stata finanziata fino al 2011 per rafforzare la ricerca universitaria di alto livello. L'ateneo ha avuto a disposizione 180 milioni di euro per l'istituzione della Graduate School of Systemic Neurosciences e dei tre ambiti di eccellenza Center for Integrated Protein Science Munich, Munich-Centre for Advanced Photonics e Nanosystems Initiative Munich, nonché per l'attuazione del futuro concetto LMUexcellent. Nell'ambito di LMUexcellent, nel 2007 è stato istituito il LMU Center for Leadership and People Management, una struttura di formazione, ricerca e consulenza presso la LMU di Monaco. Quest'ultimo centro sviluppa e supporta le persone della LMU di Monaco durante l'intero ciclo di vita accademico, da studente a professore. Nel novembre 2012, la Graduate School for East and Southeast European Studies è stata istituita nell'ambito del terzo ciclo dell'Excellence Initiative - una cooperazione tra la Ludwig-Maximilians-Universität e l'Università di Regensburg.
L'università è inoltre coinvolta in otto programmi di laurea per l'eccellenza e cinque programmi di dottorato internazionali dell'Elitenetzwerk Bayern.

## Galleria d'immagini

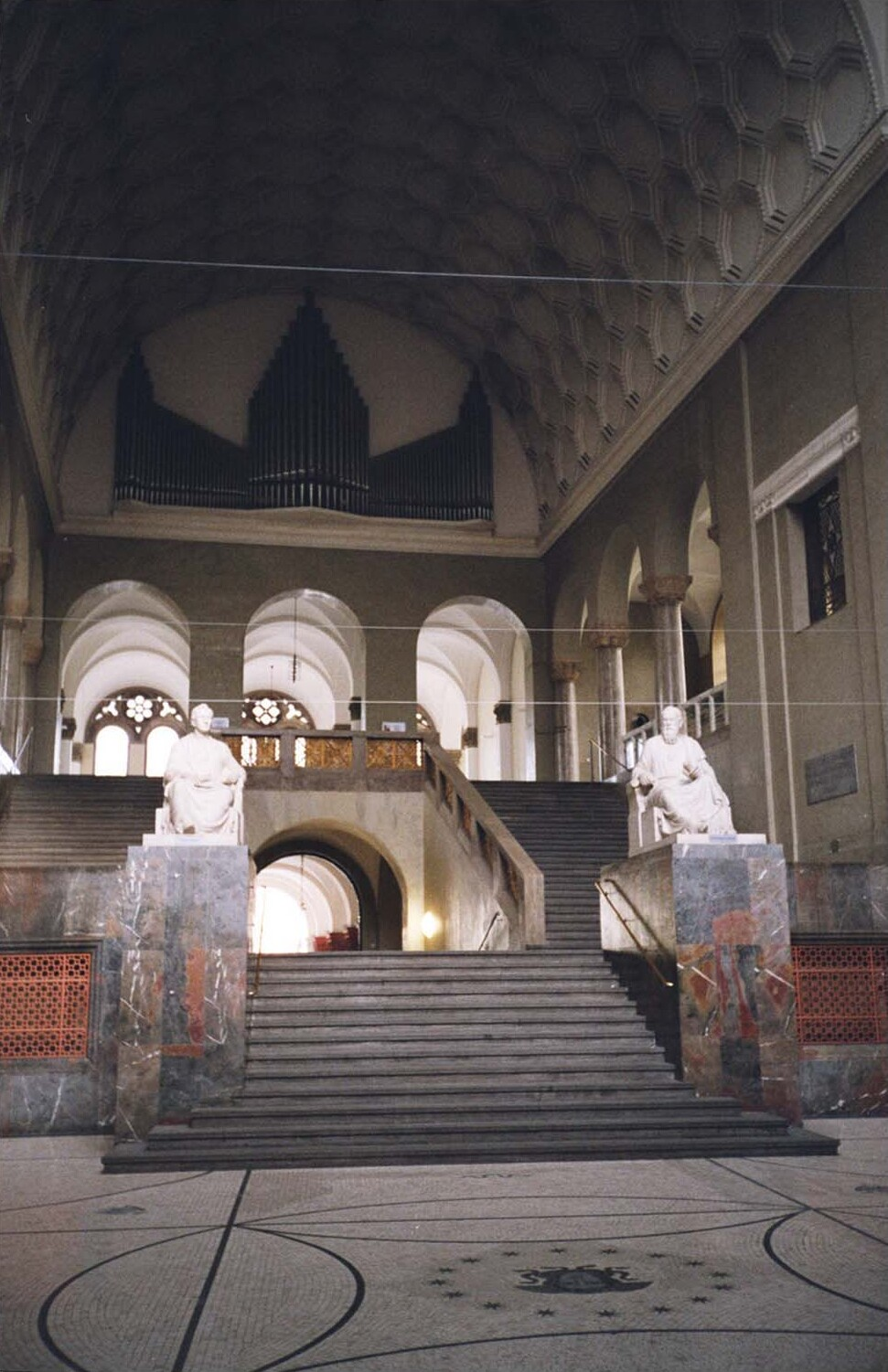
Scalone principale.
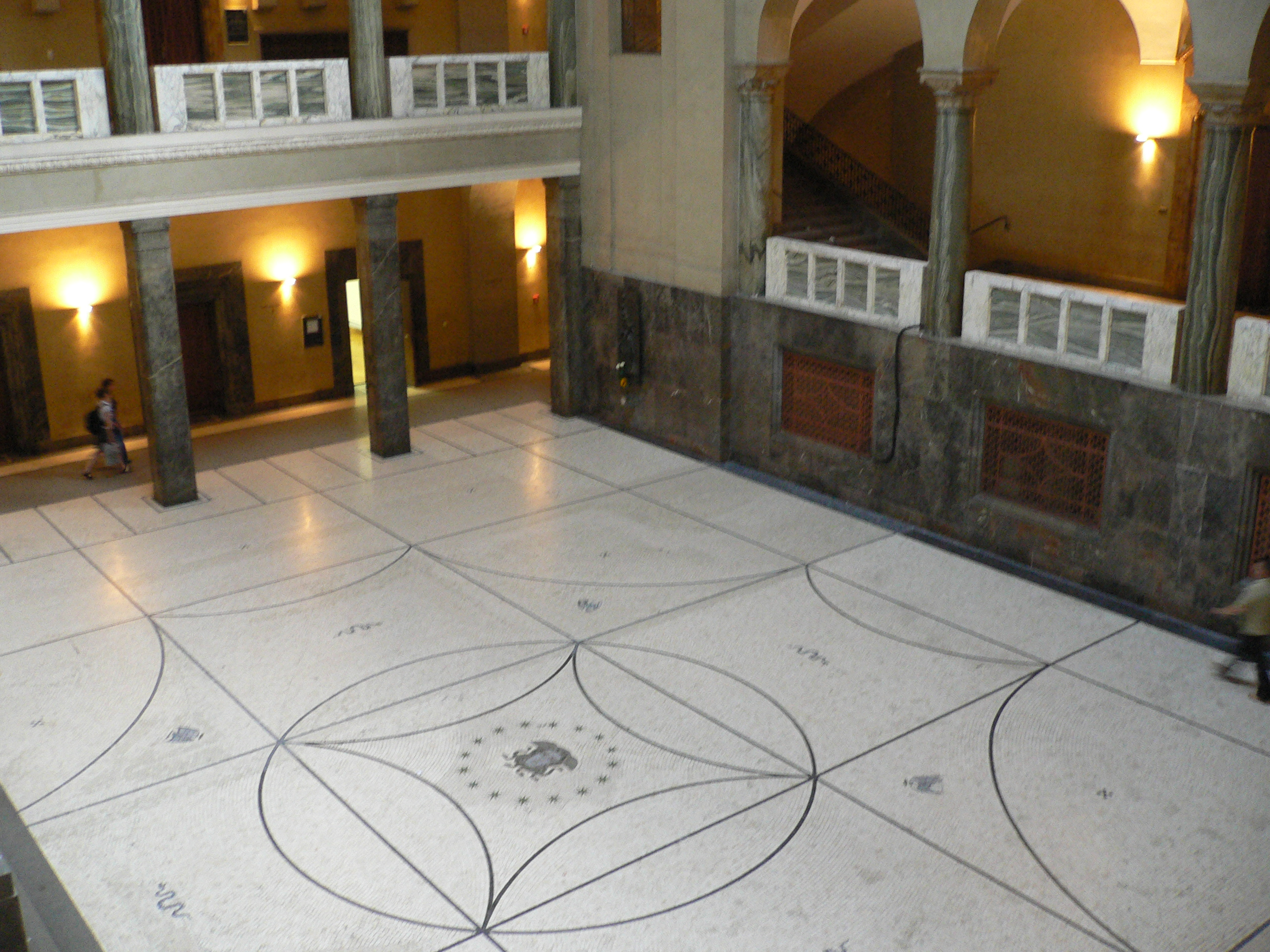
Coorte dell'edificio principale.
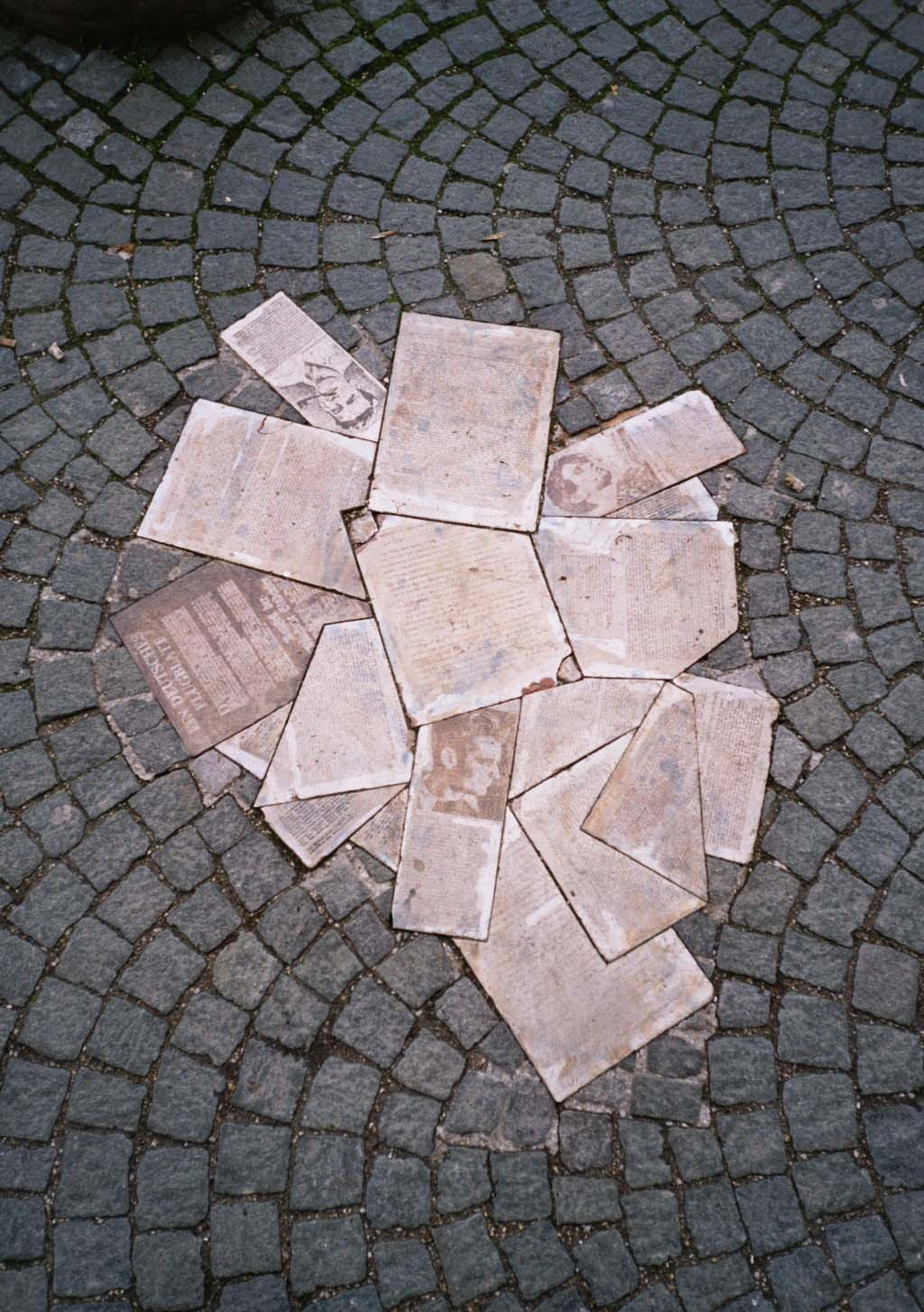
Monumento dedicato al gruppo della Rosa Bianca.